# Karl Lohmeyer
Karl Lohmeyer (Gumbinnen, 24 settembre 1832 – Königsberg, 15 maggio 1909) è stato uno storico prussiano.

## Biografia
Figlio di Gustav Lohmeyer e Mathilde Trapp, nacque in una famiglia di umili condizioni sociali, monco di entrambe le braccia. Col supporto della famiglia reale, ricevette un precettore a domicilio, iniziò le scuole elementari a dieci anni, potendo proseguire gli studi al ginnasio reale di Gusev, fino a conseguire il titolo dottorale Dr. phil. presso l'Università albertina. Nel 1866, ottenne la qualifica di privatdozent e nel 1873 quella di professore straordinario.
Nel 1862, fu eletto membro corrispondente della Gesellschaft für Geschichte und Altertumskunde der Ostseeprovinzen Russlands, (Società per la storia e l'archeologia delle province russe del Mar Baltico), con la quale eseguì importanti ricerche sulla storia dell'antica Prussia. Redattore della collana editoriale Allgemeine Deutsche Biographie, fondò la Verein für die Geschichte der Provinz Preußen (Associazione per la storia della provincia di Prussia) per promuovere un metodo storiografico radicalmente innovativo rispetto all'approccio del Romanticismo di Johannes Voigt, caratterizzato da una lettura critica delle fonti, dalla paleografia e dalla ricerca diplomatica.

## Opere
- Ost- und Westpreußen (= Allgemeine Staatengeschichte. Abt. 3: Deutsche Landesgeschichten; 1). Bd. 1: Bis 1411. Perthes, Gotha 1880  = Google Books; 2. Auflage 1881 Biblioteca digitale di Pommersche, Google Books; 3., verbesserte und erweiterte Auflage 1908  =  Google Books
- Herzog Albrecht von Preussen. Eine biographische Skizze. Festschrift zum 17. Mai 1890. Kasemann, Danzig 1890 Google Books
- con Alfred Thomas, Hilfsbuch für den Unterricht in der deutschen und brandenburgisch-preußischen Geschichte vom Ausgange der Mittelalters bis zur Jetztzeit für die mittleren Klassen höherer Lehranstalten. 2. Auflage, Buchhandlung des Waisenhauses, Halle a. S. 1892 Google Books; 4. Auflage, 1894 Copia digitalizzata
- Kaspars von Nostitz Haushaltungsbuch des Fürstenthums Preussen 1578. Ein Quellenbeitrag zur politischen und Wirthschaftsgeschichte Altpreussens. Duncker & Humblot, Lipsia, 1893 Internet Archive = Google Books
- Zur altpreussischen Geschichte. Aufsätze und Vorträge. Perthes, Gotha, 1907 IA = Google Books, Google Books